# Michael J. Willett
Michael James Mansel Willett (11 settembre 1989) è un attore e musicista statunitense molto famoso per il suo ruolo di Lionel nella serie televisiva United States of Tara e per quello di Tanner nel film G.B.F.. Ha recitato anche nel ruolo di Shane Harvey nella serie di MTV Faking It dal 2014 fino alla sua cancellazione nel 2016.

## Biografia

### Primi anni
Willett è cresciuto a Fresno, in California, ed ha frequentato la Clovis West High School. Fin da giovane ha sempre desiderato esibirsi ed ha dichiarato: "Quando ero più giovane ero più a disagio con quel lato di me stesso, essendo estroverso e loquace. Mi sono reso conto che era così che le persone ti conoscevano. Sono diventato una persona più aperta."
Quando gli è stato chiesto di interpretare personaggi gay in più ruoli, Willett ha risposto: "Voglio interpretare a tutti i tipi di persone, gay o etero. Ad esempio, quando vai a interpretare un serial killer, non ti chiedi se soddisfa i tuoi standard fisici o morali, te ne dimentichi ed interpreti il personaggio, non l'ho messo in dubbio [accettando il ruolo di  G.B.F]. Voglio interpretare tutti i diversi tipi di personaggi e spero di continuare a farlo."

### Carriera
Come egli stesso afferma sul suo account Twitter, Willett è prima un cantante e poi un attore. Ha dichiarato che dopo G.B.F vorrebbe iniziare a scrivere la propria musica. L'album di debutto di Willett si chiama Diapason, che descrive come "l'effusione piena, ricca e melodiosa del suono, ed è esattamente il modo in cui descrivo quello che faccio".

### Vita privata
Willett è apertamente gay, affermando in un'intervista con The Advocate pubblicata sul loro sito web che, "Non volevo davvero farlo diventare una cosa ... non ho mai visto che fosse qualcosa che mi separava da qualcun altro. Ho scoperto che mi ha dato un vantaggio nel settore."

## Filmografia

### Cinema
- G.B.F. (Gay Best Friend), regia di Darren Stein (2013)

### Televisione
- Joan of Arcadia – serie TV, episodio 2×05 (2004)
- Senza traccia (Without a Trace) – serie TV, episodio 3×20 (2005)
- Cougar Town – serie TV, episodio 1×23 (2010)
- Blue Mountain State – serie TV, episodio 2x05 (2010)
- United States of Tara – serie TV, 16 episodi (2010–2011)
- Faking It - Più che amiche (Faking It) – serie TV, 38 episodi (2014–2016)
- Dolly Parton: Le corde del cuore (Dolly Parton's Heartstrings) – serie TV, episodio 1x02 (2019)

## Discografia
| Anno | Titolo           | Album                  |
| ---- | ---------------- | ---------------------- |
| 2013 | "In Love Alone"  | Diapason (Unreleased)  |
| 2013 | "Burning Desire" | Diapason (Unreleased)  |
| 2014 | "Started Over"   | Regeneration: Phase II |